# Zgniłówkowate
Zgniłówkowate (Fanniidae) – rodzina muchówek z podrzędu krótkoczułkich, infrarzędu łękorysych i nadrodziny Muscoidea.
Mała, obejmująca około 300 gatunków rodzina. Rozprzestrzenione są na całym świecie, ale zdecydowana większość gatunków jest holarktyczna. W Europie stwierdzono występowanie 83 gatunków z 3 rodzajów: Fannia, Euryomma i Piezura.
Muchówki te posiadają w rozwoju trzy stadia larwalne, które są saprofagami, odżywiającymi się martwą materią organiczną: roślinną lub zwierzęcą. Niektóre gatunki, jak F. coracina i F. manicata należą do fauny zwłok i mogą być użyteczne do ustalania czasu śmierci w medycynie sądowej i kryminalistyce.